# Свобода (област Стара Загора)
Вижте пояснителната страница за други значения на Свобода.
Свободà е село в Южна България, община Чирпан, област Стара Загора.

## География
Село Свобода се намира на около 27 km югозападно от областния център Стара Загора и 8 km изток-североизточно от общинския център Чирпан. Разположено е в южните разклонения на Чирпанските възвишения в прехода им към Горнотракийската низина. Югозападно покрай селото тече Старата река, ляв приток на река Марица. Надморската височина в центъра на селото е около 201 m.
Климатът е преходно-континентален, с изразено горещо лято и студена зима. Температурите в своя максимум стигат до 43 °C през юли, а минимумът им е през януари (– 28 °C). Валежите имат максимуми през месеците май и ноември.
Почвите в землището на селото са предимно канелени, смолници и рендзини (Rendzic Leptosols).
Село Свобода е бедно на течащи води; Старата река, която е главно с дъждовно подхранване, достига своя максимум през периода януари-май. Селото е богато на подпочвени води, но те са на голяма дълбочина. Север-северозападно от селото е богатата на питейна вода местност Сарлъка.
Железопътната линия Пловдив – Бургас заобикаля селото от север и има спирка на около километър север-североизточно от него. Общинският път през село Свобода води: на север покрай жп спирка „Свобода“ и през село Малко Тръново до връзка с второкласния републикански път II-66 и по него на североизток към Стара Загора, а на югозапад – към Чирпан; на северозапад общинският път води също към връзка с път II-66.
Землището на село Свобода граничи със землищата на: село Винарово на север; село Малко Тръново на север; село Гита на изток и югоизток; село Държава на юг; град Чирпан на югозапад; село Рупките на северозапад.
В землището на село Свобода има 2 микроязовира – южно от село Воловарово и източно от Свобода („Арпаджиков трап“).
Растителността и животинският свят са от централно-европейски тип. Преобладават дървесни видове като дъб, акация, топола, ясен, различни видове храсти, силно разпространена е шипката, изобилилна е тревната растителност. Дивите животни са представени от зайци, пъдпъдъци, яребици, сови, гугутки, таралежи. В местността „Хайкъна“ се срещат диви прасета и чакали. От влечугите са най-разпространени смоковете: мишелов, по-рядко стрелец; срещат се водни змии, гущери. От отровните най-разпространени са пепелянката и усойницата.
В село Свобода е силно развит селскостопанският отрасъл. В земеделието е традиционно производството на зърнени и технически култури: пшеница, ечемик, царевица и слънчоглед от зърнените, а от от техническите памук, лавандула и салвия. Чирпанският край се слави с лозарството и винопроизводството. В село Свобода се отглеждат предимно винени сортове грозде: каберне, памид, ркацители, които се обработват в двете местни изби и личните стопанства. Добри условия намират и овощните видове дървета: ябълка, круша, слива, орех. Животновъдството в миналото е било много добре развито – най-силно говедовъдството и овцевъдството, а в домашни условия свиневъдството и птицевъдството.
Числеността на населението на село Свобода по данните от преброяванията от 1934 г. насам се променя както следва:
| \| Година на преброяване \| Численост \| \| --------------------- \| --------- \| \| 1934 \| 2267 \| \| 1946 \| 2351 \| \| 1956 \| 2206 \| \| 1965 \| 1835 \| \| 1975 \| 1665 \| \| 1985 \| 1271 \| \| 1992 \| 1259 \| \| 2001 \| 1189 \| \| 2011 \| 1131 \| \| 2021 \| 1128 \| |           |
| Година на преброяване | Численост |
| 1934 | 2267      |
| 1946 | 2351      |
| 1956 | 2206      |
| 1965 | 1835      |
| 1975 | 1665      |
| 1985 | 1271      |
| 1992 | 1259      |
| 2001 | 1189      |
| 2011 | 1131      |
| 2021 | 1128      |

Етническият състав на населението по численост и дял на етническите групи според преброяването през 2011 г. е:
| Етнически групи     | Численост | Дял (в %) |
| Общо                | 1131      | 100       |
| Българи             | 422       | 37,31     |
| Турци               | 8         | 0.71      |
| Цигани              | 688       | 60,83     |
| Други               | ...       | ...       |
| Не се самоопределят | ...       | ...       |
| Не отговорили       | 8         | 0,71      |

## История
Старото име на селото е Алипашиново. То съществува поне от 1726 г.
След Руско-турската война 1877 – 1878 г. по Берлинския договор 1878 г. селото остава в Източна Румелия. Присъединено е към България след Съединението от 1885 година. Село Али Пашиново е преименувано на Свобода през 1906 г.
Училище в село Али Пашиново (Свобода) – килийно (вероятно обществено), е открито към 1840 г.; преместено е през 1864 г. в малка сграда в двора на новопостроената църква – с учител поп Мина. През 1884 г. е построена сграда за училище – вероятно начално. Прогимназия е открита около 1900 г. и се помещава в сградата на началното училище до 1913 – 1914 г., когато се премества в новопостроена сграда за училище. В него учат и деца от селата Малко Шивачево (Гита), Държава, Малко Тръново, Винарово и Воденичарово. Училището е с наименование Народна прогимназия през периода 1944 – 1963 г. През 1958 г. в него се влива училището в село Воловарево (Воловарово). През учебната 1958 – 1959 г. началната степен на училището се отделя от прогимназията. През учебната 1968 – 1969 г. е открита нова база на училището.
Църквата „Свети пророк Илия“ в село Али Пашиново (Свобода) е построена през 1864 г. Разрушена е от земетресение през 1928 г. и през същата година е построена нова църква.
Читалището в село Свобода с името „Селска пробуда“ е смятано за основано през 1928 г. То е ползвало една стая в началното училище в селото. През есента на 1938 г. е открита нова двуетажна сграда на читалището със салон и сцена. Първото представление на новата сцена е пиеса по разказа „Албена“ на Йордан Йовков. Впоследствие читалището е преименувано на „Петко Стоянов“, а времето на основаването му е уточнено на 1927 г. и след като през 2009 г. на законово основание към наименованието му е добавена годината на неговото първоначално създаване, то става „Петко Стоянов 1927“.

## Обществени институции
Село Свобода към 2025 г. е център на кметство Свобода.
В село Свобода към 2025 г. има:
- читалище „Петко Стоянов 1927“;[21][22]
- действащо общинско основно училище „Кирил и Методий“;[23]
- православна църква „Свети пророк Илия“;[24]
- пощенска станция.[25]

## Културни и природни забележителности
В местността Сарлъка при археологични разкопки са намерени останки от римско селище. Някога през землището на селото е минавал стар римски път.
Село Свобода е в обхвата на Защитената зона по директивата за местообитанията „Чирпански възвишения“.

## Редовни събития
От 20 април 2008 г. в село Свобода се издава вестник „Бинокъл“, който е ежемесечен. Той е обзорен, пише за събития от селото и региона, както и рубрики за история, география, политика, здраве, свободно време и др.

## Личности
Родени в Свобода
- Неделчо Монев, български революционер от ВМОРО, четник на Христо Цветков[29]
- д-р Тодор Иванов Дедов (1866 – 1942) – математик, роден на 15 март 1866 г. През 1892 г. завършва Висшето училище в София, а през 1895 г. защитава в Цюрих докторска дисертация на тема „Изследвания върху квадратните форми“ и получава докторска степен. Най-напред работи като учител в I софийска мъжка гимназия, а след това за известно време – като преподавател в Софийския университет. Той е един от основателите на Физико-математическото дружество в София. Съвместно с Благой Димитров е автор на следните учебници: 1. Аналитична геометрия на равнината със задачи и решения. Пловдив, 1904. 2. Алгебра за VI и VII класове на мъжките и девическите гимназии и класните училища София, 1908. 3. Сборник от упражнения и задачи по алгебра за I клас. София, 1910. 4. Алгебра и сборник за III клас на мъжките и девическите пълни и непълни средни учебни заведения. София. 1911.[30]
- акад. Петко Радев (1933 – 2017) – кларинетист и педагог;
- Пешко Д. Бойчев, български революционер от ВМОРО, четник на Христо Цветков[31]
- проф. Желю Желев – професор по атомна спектроскопия;
- д-р Илия Тонев Шмилев (1923 – 2003) – детски лекар;
- Димо Узунов – баща на актьора Николай Узунов;
- доц. д.и.н. Димитър Стоянов – историк;
- проф. д-р инж. Георги Иванов Вълчев – ректор на Университета по хранителни технологии в Пловдив.
- Тошо Желев, български революционер от ВМОРО, четник на Христо Цветков[32]